# Smuggler's Run
Smuggler's Run (укр. Біг контрабандиста)  — відеогра в жанрі аркадного автосимулятора, розроблена Angel Studios та видана компаніями Rockstar Games та Syscom у 2000 році. Це перша частина серії Smuggler's Run, а також одна з перших ігор, розроблених для консолі PlayStation 2. У 2002 році Smuggler's Run була портована студією Rebellion Developments для портативної системи Game Boy Advance.
Тематика гри будується довкола перевезення нелегальних вантажів різними контрабандистськими угрупованнями. Дія розгортається у трьох великих відкритих локаціях на кордоні Сполучених Штатів Америки — ліси, пустелі та засніженій території. Гравцю надаються на вибір транспортні засоби різних типів і три режими — «Smuggler's Mission», «Turf War» і «Joyridin’». Крім цього, передбачений багатокористувацький варіант гри для двох осіб з технологією розділеного екрана
Розробка Smuggler's Run велася паралельно з іншою перегонною аркадою від Rockstar Games — — Midnight Club: Street Racing. Ігрова преса здебільшого позитивно оцінила Smuggler's Run. До переваг були віднесені цікавий ігровий процес та якісна графіка, але серед мінусів відзначалася висока складність. Портована ж версія для Game Boy Advance була негативно сприйнята через технічні недоліки та нудні місії. У 2001 і 2002 роках відповідно вийшло два сиквели — Smuggler's Run 2: Hostile Territory та Smuggler's Run: Warzones.

## Ігровий процес

Гравець змагається з іншими контрабандистами з перевезення нелегального вантажу, що привернуло увагу прикордонних служб, які розпочали переслідування. Дія Smuggler's Run проходить на великих, повністю відкритих локаціях

Smuggler's Run є аркадним автосимулятором, виконаним у тривимірній графіці. Гравцю доступні три великі американські локації, за якими надано свободу пересування — ліс, пустелю та засніжену територію. По локаціях їздять машини та поїзди, а також йдуть пішоходи та тварини, яких можна збити. Гравцю надаються на вибір транспортні засоби різних типів, наприклад баггі та SUV. Машини відрізняються технічними характеристиками, наприклад, прискоренням і типом двигуна. При зіткненнях транспортні засоби отримують ушкодження: після ударів смуга ушкоджень спустошується, і якщо уникати подальших зіткнень, то відновлюється, якщо смуга повністю спорожніє, то двигун кілька секунд глохне.
У грі присутні три режими — «Smuggler's Mission», «Turf War» і «Joyridin’». У «Smuggler's Mission» гравець виконує різні нелегальні місії з метою стати найкращим серед міжнародних контрабандистів. У більшості місій присутній прикордонний патруль Сполучених Штатів, центральне розвідувальне управління та суперницькі контрабанди, яких слід остерігатися; якщо під час погоні внаслідок пошкоджень заглухне двигун, а службова машина в цей час торкнеться гравця, останній буде заарештований За виконання місій нараховуються гроші: чим більше перевезено вантажу і чим швидше закінчено завдання, тим більше грошей буде отримано і, як наслідок, тим вищий ранг у результатах заїзду. У режимі «Turf War» гравець бере участь в одному з трьох видів заїздів — «Crooks N' Smugglers» (змагання з перевезення нелегальних вантажів з іншими контрабандистами), «Loot Grab» (змагання кількох команд з перевезення нелегальних вантажів) або «Checkpoint Race» (перегонове змагання по контрольних точках). В обох режимах — «Smuggler's Mission» і «Turf War» — час на виконання завдань обмежений, але в деяких випадках його можна поповнювати, проїжджаючи контрольні точки. При перевезенні вантажів опоненти можуть його відбирати в один одного шляхом торкання транспортними засобами. Крім того, при отриманні машиною пошкоджень, завдається шкоди також і вантажу, внаслідок чого він знецінюється. У режимі «Joyridin’» гравець обирає бажану локацію, транспортний засіб і вільно досліджує місцевість. Режими «Turf War» і «Joyridin’» також доступні в багатокористувацькій грі для двох гравців, який реалізований за допомогою технології розділеного екрана.

## Розробка та реліз
За розробку Smuggler's Run відповідала Angel Studios, а видавцем виступила компанія Rockstar Games. Команда вже мала досвід створення ігор, де механікою ігрового процесу є водіння, розробивши перегонну аркаду Midtown Madness та її продовження — Midtown Madness 2 — для персональних комп'ютерів під керуванням Microsoft Windows. Smuggler's Run успадкувала деякі риси цих ігор, зокрема керування транспортними засобами у відкритому світі, також створена на доопрацьованій версії їх рушія — Angel Game Engine (AGE). Проте, основною метою Smuggler's Run є виконання місій із перевезення нелегальних вантажів — контрабандистська діяльність; як локації, замість міст, використані великі прикордонні місцевості, а транспортні засоби, з яких є баггі, джипи та інші машини для їзди поза дорогами, є вигаданими моделями, внаслідок чого реалізована можливість збивати пішоходів та тварин. З цих причин, Smuggler's Run отримала такі вікові обмеження, як, наприклад, Teens (13+) у Північній Америці від Entertainment Software Rating Board (ESRB) та 16 від Unterhaltungssoftware Selbstkontrolle (USK) у Німеччині.
Велику увагу розробники приділили фізичним моделям транспортних засобів: незважаючи на аркадний стиль гри та поведінку машин, транспортні засоби по-різному реагують на різні нерівності та типи ландшафту, а також мають повноцінні пошкодження з відлітаючими деталями і можливістю вивести двигун з ладу. Локації були зроблені великими і повністю відкритими: гравець може поїхати туди, куди йому захочеться, у тому числі під час місій, що відбуваються в межах невеликої частини всієї території. З графічного боку в Smuggler's Run ретельно опрацьовано деталізація машин, ландшафтів, анімацію та рендеринг зі стабільною кадровою частотою, приблизно до 30 кадрів на секунду.
Про створення Smuggler's Run вперше стало відомо 27 січня 2000 року, і тоді проект ще носив кодову назвуGetaway; Розробка велася паралельно з іншою грою від Angel Studios — Midnight Club: Street Racing. Таким чином, Smuggler's Run стала однією з перших ігор для консолі PlayStation 2. Офіційний анонс відбувся 15 лютого 2000. Проте фінальна назва гри — Smuggler's Run — була оголошена 19 квітня; воно актуальне всім регіонів, крім Японії, де гра має назву Crazy Bump's: Kattobi Car Battle. Smuggler's Run демонструвалася на виставці E3 2000. Перед виходом гри Rockstar Games провели конкурс, переможці якого отримували виконані у стилі Smuggler's Run тематичні футболки, плакат, саундтрек та артбук. Також видавництвом Prima Games випускалися книги, де містилося керівництво та додаткова інформація щодо гри.
Випуск Smuggler's Run відбувся 26 жовтня 2000 року у Північній Америці, 10 листопада у Європі та 28 грудня у Японії. 18 травня 2001 на виставці E3 стало відомо про випуск версії Smuggler's Run для Game Boy Advance, над якою працювала студія Rebellion Developments. У зв'язку з технічними обмеженнями портативної платформи, в ній було прибрано режим «Joyridin’» та багатокористувацька гра, зменшено кількість місій і транспортних засобів, а також спрощено графіку. Її реліз відбувся 4 вересня 2002 року в Північній Америці та 8 листопада того ж року в Європі, видавцями виступили компанії Destination Software та Zoo Digital.

## Саундтрек
Ексклюзивний саундтрек наданий лейблом Guidance Recordings та виконаний у жанрі електронна музика у стилях діп-хауз та тек-хауз. Музичний супровід включає треки різних композиторів, таких як Boo Williams, The Aquanuts та багато інших. Реміксами мелодій займалися Дейв Joey Negro Лі і Mood to Swing, а аранжуваннями — Oscar G. Головна музична тема гри створена Callisto. За словами представників Rockstar Games і Guidance Recordings, вони намагалися зробити такий саундтрек, який вдало б поєднувався з грою і міг сподобатися тим людям, які слухають гарну музику: «Різноманітність та уява, що лежать в основі звуків Guidance Recordings, створюють ідеальне тло для похмурого і наповненого адреналіном світу Smuggler's Run».
4 грудня 2000 видавництвом EFA був випущений оригінальний саундтрек гри на компакт-дисках.
| Smuggler's Run | Smuggler's Run                                | Smuggler's Run                                       | Smuggler's Run |
| #              | Назва                                         | Композитор                                           | Тривалість     |
| -------------- | --------------------------------------------- | ---------------------------------------------------- | -------------- |
| 1.             | «I'll Take You Deeper»                        | NH2 + Master D                                       | 6:44           |
| 2.             | «Freaky»                                      | Larry Heard                                          | 4:19           |
| 3.             | «Retrospect»                                  | DJ Rasoul And McCarthy                               | 5:49           |
| 4.             | «Can't You See The Sunshine Through The Rain» | Common Nature                                        | 6:50           |
| 5.             | «I2 Tribes»                                   | Boo Williams                                         | 6:57           |
| 6.             | «Karma» (Hardhouse Mix)                       | Aquanauts                                            | 6:50           |
| 7.             | «All Praise Out»                              | Pablo                                                | 4:45           |
| 8.             | «Callin’ Dub» (Mood II Swing Dub)             | A:xus (feat. Naomi N’ Sembi, remix by Mood II Swing) | 5:03           |
| 9.             | «Callin’ You» (Mood II Swing Vocal)           | A:xus (feat. Naomi N’ Sembi, remix by Mood II Swing) | 5:02           |
| 10.            | «Can’t Wait»                                  | Callisto                                             | 4:47           |
| 11.            | «Clickwork ’91»                               | Blue Boy                                             | 4:39           |
| 12.            | «Black Thanks» (16B Changing Shapes Mix)      | A: xus (remix by 16B)                                | 5:05           |
| 13.            | «Love Capsule Deluxe»                         | Fresh & Low                                          | 6:34           |
| 73:24          |                                               |                                                      |                |

## Відгуки
| Агрегатор    | Оцінка  | Оцінка  |
| Агрегатор    | GBA     | PS2     |
| ------------ | ------- | ------- |
| GameRankings | 38,75 % | 80,65 % |
| Metacritic   | 41/100  | 79/100  |

| Видання                            | Оцінка | Оцінка |
| Видання                            | GBA    | PS2    |
| ---------------------------------- | ------ | ------ |
| AllGame                            | [ 27 ] | [ 1 ]  |
| Computer and Video Games           | 3/10   |        |
| Edge                               |        | 6/10   |
| Eurogamer                          |        | 8/10   |
| Game Informer                      |        | 8,5/10 |
| GamePro                            |        | [ 31 ] |
| GameRevolution                     |        | B-     |
| GameSpot                           | 3,1/10 | 8/10   |
| GameSpy                            |        | 75/100 |
| GamesRadar+                        |        | 7,5/10 |
| IGN                                |        | 7,9/10 |
| Nintendo Power                     | 2,7/5  |        |
| Official U.S. PlayStation Magazine |        | 4,5/5  |
| Play                               | 2/5    |        |

Smuggler's Run отримала позитивні відгуки від журналістів. На агрегаторах GameRankings та Metacritic середня оцінка становить 80,65 % та 79/100 відповідно. Оглядачі хвалили ігровий процес, саундтрек та візуальне оформлення, але критикували рівень складності та одноманітність проходження. Smuggler's Run була номінована на отримання премії ECTS 2000 у номінації «Найкраща консольна гра», а також стала комерційно успішною та показала досить високі результати продажів.
Оглядач сайту AllGame J.C. Barnes порівняв Smuggler's Run з такими іграми, як Crazy Taxi і Driver, похваливши у своєму огляді «чисту» графіку, «чіпляючу» музику і веселий геймплей, але покритикувавши повторювальну дію. Бен Стол, рецензент ресурсу GameSpot, був під враженням від того, що відбувається на екрані екшена, красивої графіки, відмінного озвучування, звукових ефектів і музичного супроводу, проте так само мінусом назвав деяку повторюваність і слабкий сюжет. «Smuggler's Run — чудова гра з дуже вражаючим потенціалом і солідним геймплеєм, щоб підтримати її» — підсумував критик. Неоднозначні враження залишилися у Тома Брамвелла, журналіста Eurogamer: йому сподобалися величезні та пророблені локації, а також ігровий процес (особливо в багатокористувацькому варіанті), але до недоліків були віднесені «дивна» музика, висока складність і коротке проходження. Дуг Перрі, представник IGN, сприйняв Smuggler's Run схожим чином: графіка була названа ним «не жахливою, але й не вражаючою», звукові ефекти «відсутніми», а місіям короткої одиночної гри явно не вистачає кат-сцен, але все це компенсувалося веселим геймплеєм, відмінною фізикою і дизайном рівнів, а також багатокористувацькою грою. Ерік Реппен (Game Informer) вважав графіку Smuggler's Run «чудовою», управління — чуйним, а багатокористувацьку гру — «вибуховою», хоча, на думку журналіста, цілі місій могли б бути набагато цікавіші. Критик GameRevolution, Бен Сільвамен, розділив ці думки, позитивно оцінивши цікавий ігровий процес, добре збалансовану фізику і величезні локації, але розкритикувавши поверхневу презентацію, дефіцит «глибини» і одноманітність проходження. На повторюваність місій звернули увагу і на GamesRadar. Загалом прихильний відгук залишив про Smuggler's Run і J.C. Barnes (AllGame), який зазначив, що графіка — «чиста», музика — запам'ятовується, а процес гри цікавий. Рецензент GameSpy, Джош Хізкок, відніс до плюсів гри величезні локації, геймплей та реалістичну фізичну модель, але мінусами назвав якість деяких текстур, а також довгі та часті завантаження. Високо Smuggler's Run оцінив оглядач GamePro під псевдонімом Humantornado, похваливши збалансовану фізичну модель, саундтрек та «круту» графіку, а також помітивши, що гра є «відмінною альтернативою для геймерів, які почуваються в тісноті, роз'їжджаючи трасами».
Портована версія для Game Boy Advance була дуже негативно оцінена критиками; на сайтах GameRankings та Metacritic середній рейтинг гри становить відповідно 38,75 % та 41/100. До недоліків було віднесено стомлюючий геймплей, технічні недоробки та обмежений функціонал, у порівнянні з оригіналом. Оглядач GameSpot, Френк Прово, заявив, що Smuggler's Run на GBA — «це просто бліде наслідування відмінної консольної гри»; незважаючи на прийнятний звук і повністю тривимірні моделі машин і локацій, місії були названі дуже нудними і стомлюючими, а технічні недоліки на кшталт вкрай малої дальності промальовування і деталізації графіки тільки погіршують ситуацію. Журналіст Nintendo Power зауважив, що «безперервна навігаційна система ускладнює пошук контрольних точок». «У новинки Smuggler's Run просто не вистачить октану» — уклала редакція Play. Схожу думку залишив Скотт Алан Марріотт (AllGame), який зазначив, що головні недоліки гри на GBA — це вкрай нудні, повторювані місії і така велика відстань між контрольними точками, що «ви починаєте підраховувати пікселі і скільки разів об'єкти „з'являються“ у полі зору».

### Вплив
Завдяки успіху гри, Rockstar Games випустили в 2001 році сиквел — Smuggler's Run 2: Hostile Territory; продовження запозичує основи попередника, однак у ньому були покращені геймплей, візуальна складова та додані нові види заїздів. У 2002 році відбувся вихід третьої та останньої частини серії — Smuggler's Run: Warzones для консолі Nintendo GameCube, в якій використано весь контент та особливості попередніх частин та внесено покращення в ігрову механіку та графіку.
У серпні 2017 року для іншого проєкту компанії Rockstar Games — Grand Theft Auto Online — було випущено розширення, що додає новий контент та завдання контрабандистської діяльності та назване на честь гри — Smuggler's Run.